# Fumarola negra

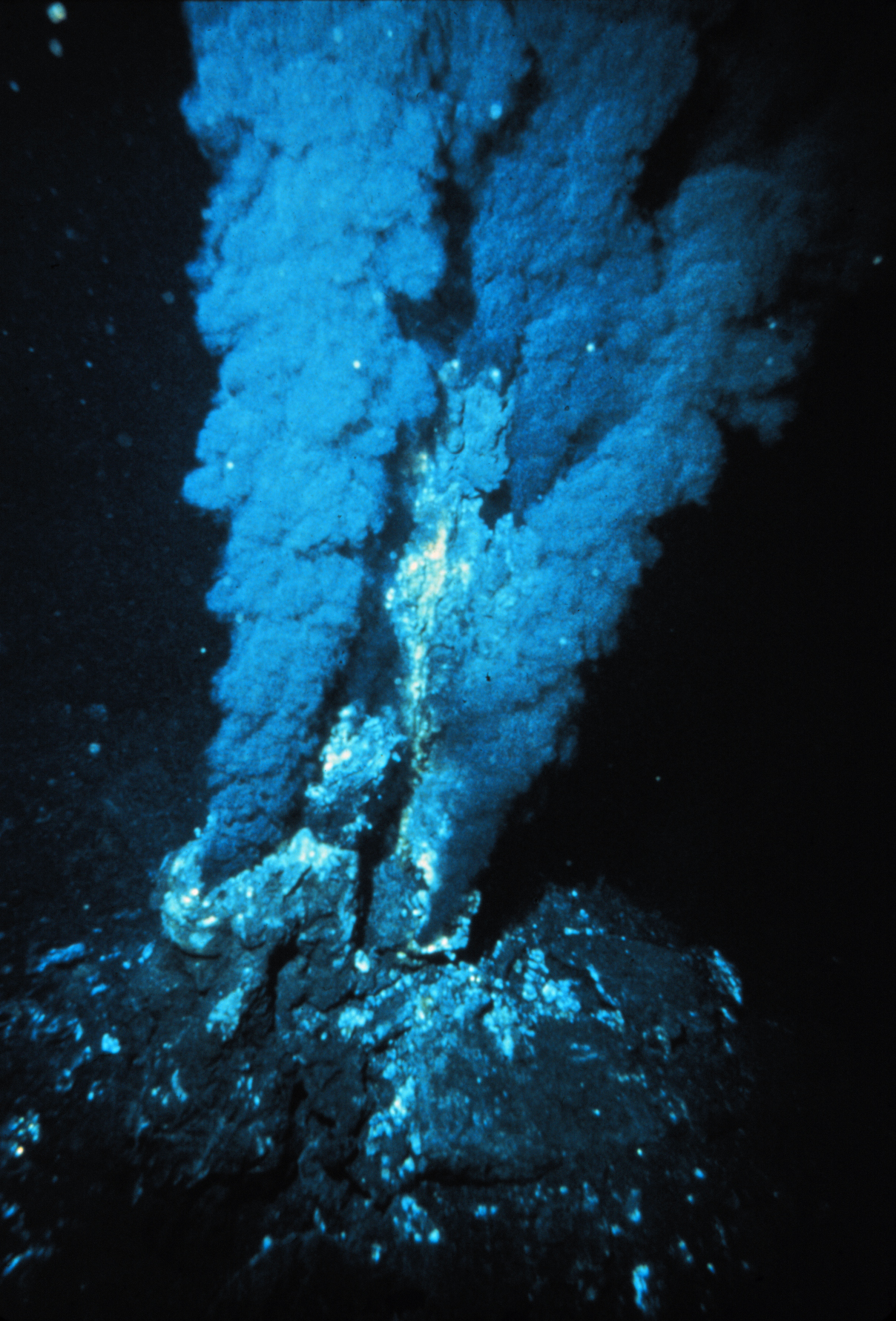
Fumarola negra no fundo do Oceano Atlântico.

Fumarola negra é um tipo de fonte hidrotermal cuja pluma de material particulado em suspensão - ejetada a partir de sua chaminé - tem aparência escura. O fluido emanado de uma fumarola negra é rico em sulfetos e tipicamente apresenta temperatura muito alta (acima de 200 °C). Quando ele entra em contato com a água fria do oceano profundo há precipitação de diversos minerais, formando depósitos sedimentares ricos em sulfetos metálicos no entorno da fumarola.
Apesar de ocorrerem predominantemente no oceano, fumarolas negras também podem ser encontradas no fundo de lagos e lagoas quentes. Elas são encontradas principalmente nas bordas das placas tectônicas, onde a espessura da crosta tende a ser mais fina e o gradiente geotérmico é mais acentuado. Isso favorece o aquecimento do fluido percolante e promove reações químicas que formam o fluido hidrotermal da fumarola negra.
Uma das mais belas fumarolas negras já descobertas chama-se Castelo de Loki, localizada na Dorsal Mesoatlântica entre a Groenlândia e a Noruega. Ela foi descoberta por cientistas da Universidade de Bergen (Noruega) em 2008.

## Diferença entre fumarolas negra e branca

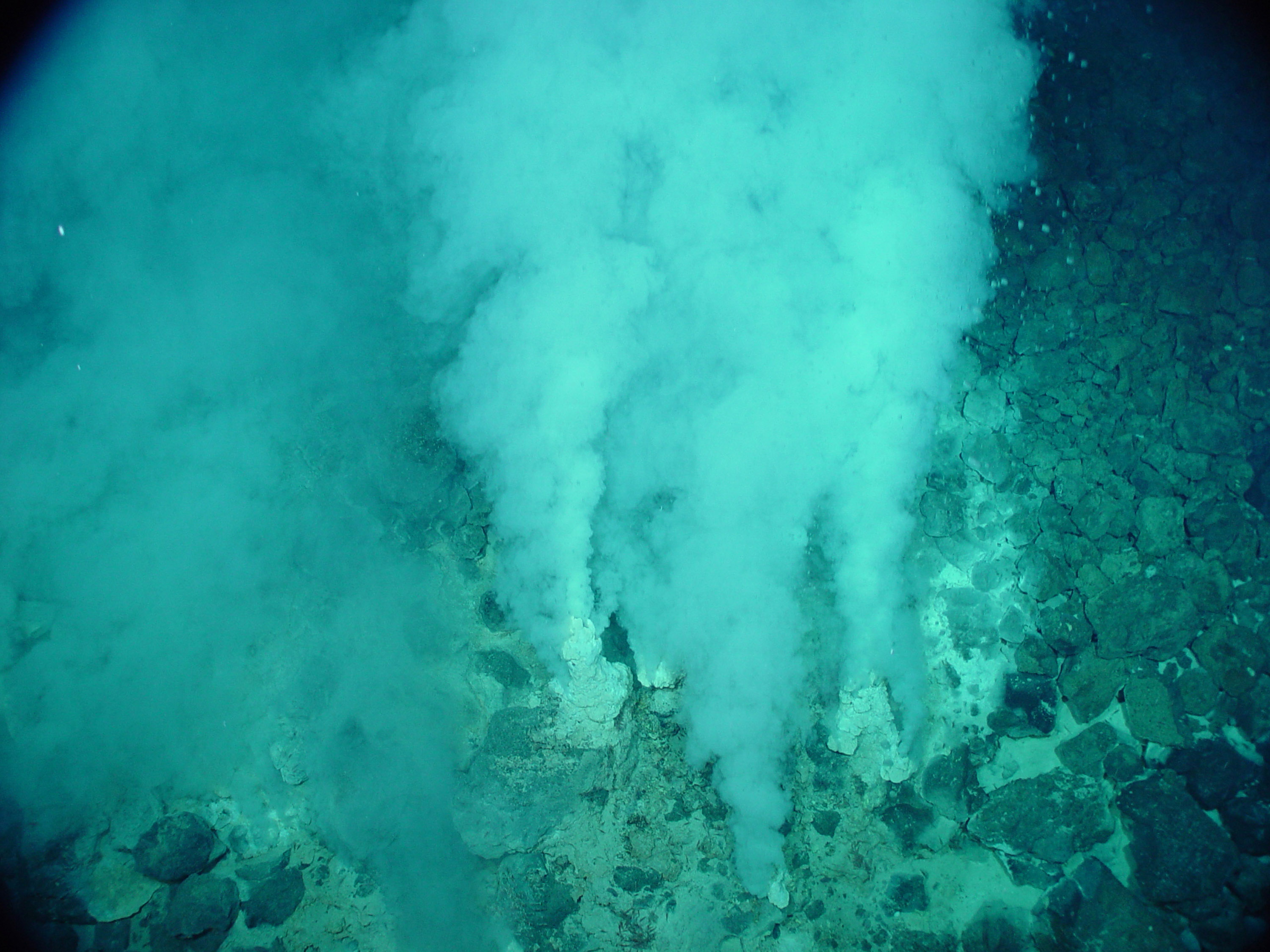
Pluma clara de fumarolas brancas na fonte hidrotermal Champagne, localizada na borda entre as placas do Pacífico e das Filipinas.

As fumarolas encontradas no assoalho oceânico podem ser classificadas em negras e brancas conforme a cor da pluma do fluido ejetado a partir de sua chaminé. Além da cor da pluma, o fluido dessas fumarolas também apresenta propriedades distintas. As fumarolas negras ejetam fluido com temperaturas muito elevadas (200-380 °C), enquanto as fumarolas brancas emanam fluido com temperaturas mais brandas (5-60 °C). O material particulado em suspensão na pluma tende a precipitar em contato com a água do mar, formando a chaminé da fumarola e depósitos/incrustações no seu entorno. Na área sob influência das fumarolas negras existem depósitos ricos em sulfetos metálicos, já em torno das fumarolas brancas há deposição de óxidos de bário, cálcio e silício. Outra diferença entre esses dois tipos de fumarola é a sua localização predominante no oceano global. Enquanto as fumarolas negras geralmente são encontradas sobre a dorsal das cordilheiras meso-oceânicas, as fumarolas brancas ocorrem mais frequentemente nas zonas de fratura dessas mesmas cordilheiras.

## Distribuição global

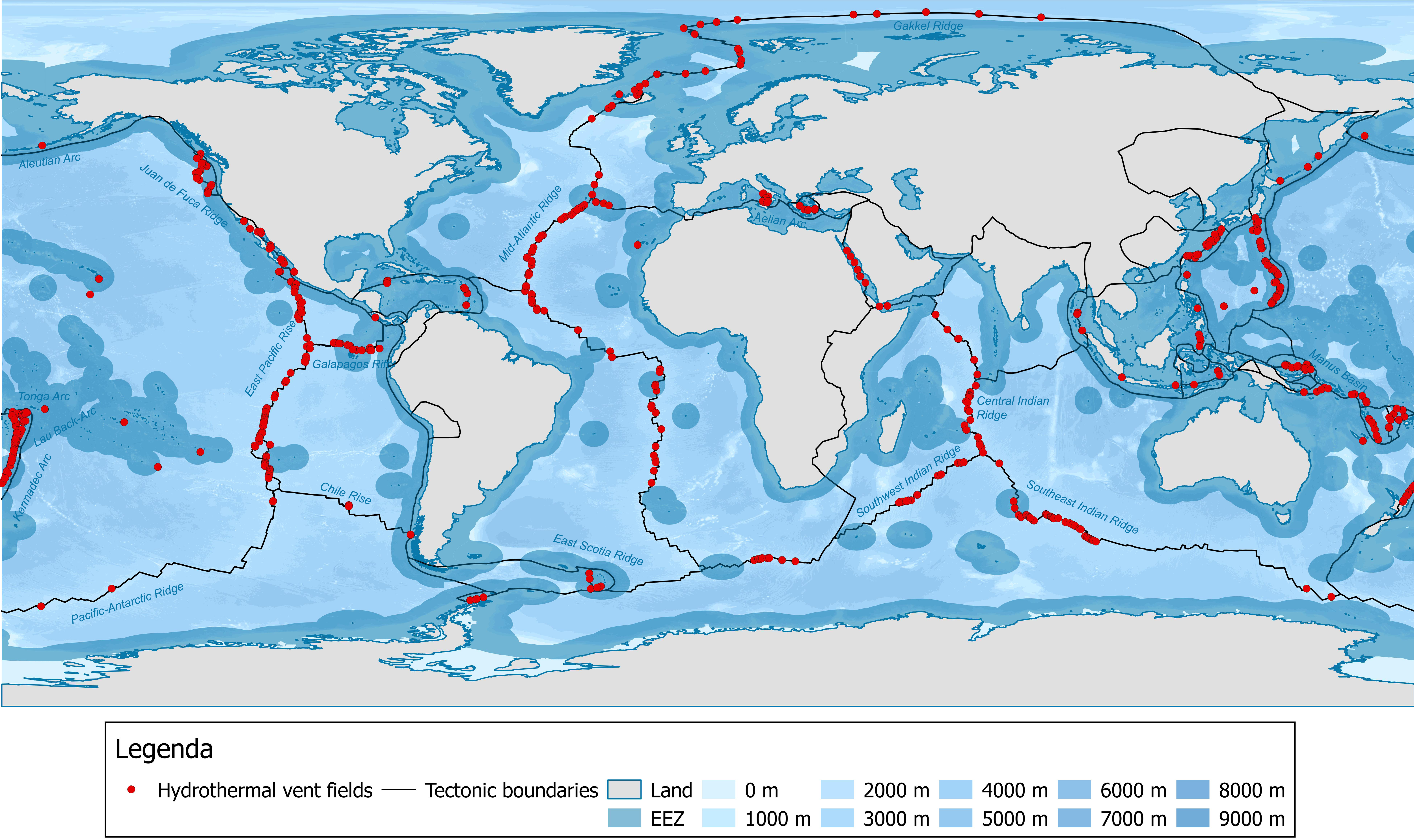
Distribuição de fontes hidrotermais no oceano global. Mapa criado a partir da base de dados InterRidge (versão 3.3).

A primeira fonte hidrotermal no oceano foi descoberta em 1977 na Falha de Galápagos, que separa as placas tectônicas de Nazca e Cocos. Desde então, mais de 500 campos hidrotermais já foram descobertos no oceano global. A distribuição das fontes hidrotermais está diretamente relacionada à atividade sísmica nas bordas das placas tectônicas. Elas ocorrem em maior abundância nas cordilheiras meso-oceânicas do Oceano Pacífico.

## Estrutura de um campo hidrotermal
A estrutura interna de um campo hidrotermal é formada por um sistema de fissuras que coleta água do mar infiltrada no leito marinho e ejeta fluido hidrotermal através da fumarolas desse campo. O fluido é lançado na coluna de água oceânica com propriedades diferentes da água do mar. Todo o sistema é alimentado pela infiltração da própria água do mar em regiões profundas da crosta oceânica, onde essa água absorve calor do gradiente geotérmico local (que é acentuado pela proximidade de câmaras magmáticas). O fluido aquecido e sob alta pressão retorna para a superfície, sendo ejetado através das fumarolas negras e/ou brancas. A estrutura externa do campo é formada por chaminés que liberam não só calor, mas também sulfetos metálicos, gás sulfídrico, óxidos de bário, óxidos de cálcio, sílica e metais dissolvidos na coluna de água oceânica.

## Formação do fluido hidrotermal
A água intersticial que vai formar o fluido da fumarola negra geralmente penetra vários quilômetros no basalto da crosta oceânica, percorrendo um longo caminho através de rachaduras e fissuras. Estima-se que essa estrutura interna do campo hidrotermal atinja profundidades em torno de 1,5 a 3,5 quilômetros. Isso permite que o fluido interaja quimicamente com o basalto da crosta por um período de até três anos antes de ser ejetado através do topo da chaminé de uma fumarola negra. Inicialmente, esse contato da água intersticial com o basalto promove o consumo do oxigênio dissolvido e libera gases como dióxido de carbono, hidrogênio, metano e sulfeto de hidrogênio. Além dessa alteração na composição dos gases dissolvidos, o fluido hidrotermal em formação também perde magnésio e sulfato devido às reações químicas com o basalto. Em contrapartida, ele torna-se enriquecido em ferro, cobre e zinco. Após todas essas modificações, o fluido retorna para a superfície, convergindo para o topo da fumarola negra sem oxigênio dissolvido, com o pH mais ácido e rico em metais. Quando esse novo fluido - chamado de solução hidrotermal - entra em contato com a água do mar ao ser ejetado através da chaminé da fumarola negra, ele sofre um choque físico-químico que irá depositar sulfetos metálicos no entorno da sua estrutura externa.

### Reações químicas
A água intersticial que penetra através das fissuras que compõem a estrutura interna do campo hidrotermal não contém a mesma composição química do fluido que é expelido pela chaminé da fumarola negra. Uma série de reações químicas ocorre entre a água intersticial e o basalto oceânico durante a formação do fluido hidrotermal. Por exemplo, os íons cálcio (Ca2+) e sulfato (SO42-) dissolvidos na água do mar precipitam para formar o mineral anidrita conforme a reação abaixo:
{\displaystyle {\ce {Ca^2+ + SO_4^2- -> CaSO_4 (s)}}}
O magnésio (Mg2+) dissolvido na água intersticial também precipita na forma de hidróxido de magnésio (Mg(OH)2), liberando íons hidrogênio (H+) no fluido e reduzindo seu pH conforme descrito abaixo:
{\displaystyle {\ce {2H_2O -> 2 H^+ + 2OH^-}}}
{\displaystyle {\ce {Mg^2+ + 2 H^+ + 2OH^- -> 2 H^+ + Mg(OH)_2 (s)}}}
Por sua vez, o hidróxido de magnésio reage com o basalto resultando na formação de argilo-minerais laminares. Porém, o produto dessa reação pode variar dependendo da temperatura da solução hidrotermal. Em temperaturas inferiores a 200 °C há formação de esmectitas, enquanto cloritas são formadas em temperaturas superiores a 200 °C.

## Duração da atividade do hidrotermal
A fase ativa de um campo hidrotermal corresponde ao período no qual suas fumarolas emanam solução hidrotermal através das chaminés. Ela tem relação direta com a velocidade de espalhamento das placas tectônicas onde esse campo está localizado. Logo, uma fumarola deixa de ejetar fluido quando afasta-se da região de borda das placas tectônicas. Este fenômeno representa a "morte" da fonte hidrotermal.
A fase ativa é mais curta em fumarolas localizadas sobre cordilheiras de espalhamento rápido, como a Cordilheira Pacifico Leste que desloca-se a uma velocidade que pode chegar a 15 centímetros por ano. Nessas cordilheiras, a fase ativa de um campo hidrotermal geralmente varia de 6 a 14 milhões de anos. Já nas cordilheiras de espalhamento lento, a fase ativa é um pouco mais duradoura, oscilando de 11 a 19 milhões de anos. Um exemplo desse tipo de cordilheira é a Cordilheira Meso-Atlântica cuja velocidade de espalhamento está em torno de 2 a 5 centímetros por ano. Por fim, fumarolas localizadas na zona de fratura de uma cordilheira apresentam uma fase ativa bastante extensa, variando de 50 a 70 milhões de anos.

## Importância econômica e ecológica

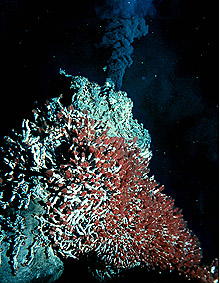
Comunidade de poliquetas crescendo no entorno de uma fumarola negra.

Os depósitos minerais no entorno das fumarolas negras são ricos em metais, como cobre, zinco e terras raras. Estas últimas apresentam elevado valor comercial porque são utilizadas em diversas aplicações na indústria tecnológica, como a fabricação de computadores, celulares, carros elétricos e satélites. Considerando que as principais reservas mundiais de terras raras estão localizadas na Ásia, sua exploração no fundo do oceano pode ser uma alternativa para reduzir a dependência econômica do mercado asiático. Entretanto, ainda é preciso equacionar a viabilidade econômica dessa exploração, pois a extração mineral no fundo do oceano ainda é muito onerosa em comparação com aquela realizada nos continentes. Além disso, há poucos profissionais especializados nesse tipo de exploração.
Além de toda a questão técnica e financeira, também existe uma questão ecológica que envolve a exploração econômica das fumarolas negras. Ecossistemas frágeis e com diversas espécies endêmicas acabam se desenvolvendo no entorno de campos hidrotermais ativos. O sulfeto de hidrogênio e o calor no oceano profundo próximo às fumarolas servem de matéria prima para bactérias e árqueas quimiossintetizantes que transformam enxofre e hidrogênio em matéria orgânica. Assim, esses microrganismos servem como produtores primários para organismos bentônicos que crescem no entorno das fumarolas.